# Paalnibba
Paalnibba är en bergstopp i Antarktis. Den ligger i Östantarktis. Norge gör anspråk på området. Toppen på Paalnibba är 2 711 meter över havet.
Terrängen runt Paalnibba är kuperad åt sydväst, men åt nordost är den bergig. Paalnibba är den högsta punkten i trakten. Trakten är obefolkad. Det finns inga samhällen i närheten. 